# Tomaž Šalamun

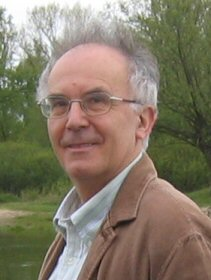
Tomaž Šalamun

Tomaž Šalamun (Zagreb, 4 de julio de 1941 − Liubliana, 27 de diciembre de 2014) fue un destacado poeta esloveno, renovador de la poesía eslovena contemporánea y de fama internacional.

## Biografía
Tomaž Šalamun nació en el seno de una familia bien educada. Su padre, Branko Šalamun, era un reconocido pediatra, su madre Dagmar historiadora del arte y bibliotecaria, su hermana Katarina historiadora de literatura e intérprete, su hermano Andraž es pintor y su hermana menor Jelka es profesora de biología. La familia pronto cambió la capital de Croacia, Zagreb, por Liubliana, Eslovenia. Después de pasar ocho años en la capital, la familia se trasladó a Koper, Eslovenia donde el poeta cursó sus estudios de secundaria. En Liubliana estudió Historia e Historia del Arte en la Facultad de Filosofía y Letras. Fueron sus padres quienes le aconsejaron estudiar en la capital, suponiendo que esto le elevara el ego a su hijo. En la facultad conoció a Braco Rotar, con el que formó una gran amistad. Durante sus estudios se vinculó al grupo artístico OHO junto con su hermano Andraž Šalamun. 
En el año 1969 obtuvo su primer trabajo como conservador del Museo de Arte Moderno (Moderna galerija). Su carrera empezó a desarrollarse en 1970, cuando el Museo de Arte Moderno de Nueva York, el MOMA, lo invitó como miembro del grupo OHO. En 1971 se convirtió en asistente de la Academia de Arte Plástico (Akademija za likovno umetnost) en Liubliana. El mismo año recibió una invitación de la Universidad de Iowa. Fue también profesor en Koper. Pasó mucho tiempo en Estados Unidos como invitado en campos del arte de Nuevo Hampshire y realizó giras por Estados Unidos.
Estuvo casado con la pintora eslovena Metka Krašovec.

## Obra
Cuando Šalamun empezó a publicar en la revista literaria Perspektive (Perspectivas) en 1963, provocó cierta inquietud y repugnancia tanto ideológica como estética. Se atrevió a parodiar a Oton Župančič, el poeta intocable de la poesía eslovena. En los años 1970 salen dos colecciones del poeta a causa de las cuales los críticos literarios denominan este período »el período de Šalamun«.
La primera colección de poemas salió en 1966 bajo el nombre Poker (Póquer). En las ciencias literarias eslovenas la colección representa un acto de revaluación de la poesía eslovena. Aun en el título se hace ilusión a un juego de azar, lo que incita a la casualidad y al riesgo. El poema El eclipse indica una poética que va a sostenerse por sí misma: de los clavos largos sueldo a mí mismo los miembros de un cuerpo nuevo /.../ mi mundo será un mundo de bordes afilados. Šalamun decide alejarse del lirismo exagerado y se libera del sentimentalismo innecesario. Los valores están deshechos y el hombre está amenazando por el mundo de los objetos. Poker es una colección que se opone a la idealización de la tradición y al gusto pequeñoburgués. Junto con la destrucción de la tradición en la colección es notable también la destrucción del significado el juego puro con las palabras y con las posibilidades que ofrece un lenguaje.
Después de publicar la primera colección, el poeta realiza varios viajes en los que continuamente surgen nuevas colecciones de poemas. Países que todavía en gran medida influyen en su creación poética son Estados Unidos y México. Fue en América donde el poeta, según sus palabras "en verdad encontró el renacimiento europeo". A su trabajo lo denomina "el negocio celestial que tiene que hacer en América donde se deja llevar por danzas salvajes, claras, iniciales de los chamanes". Mientras que en México el hombre llega "a tanta vulnerabilidad que es imposible permitírsela en otros lugares". Desde entonces, Šalamun es un viajero perpetuo. 
Su segunda colección poética se denomina Namen pelerine (El propósito del chubasquero) y está formada como un juego de mesa similar al parchís. Se trata de poemas con asociaciones libres. En la colección tenemos ejemplos de poesía concreta (artículos del periódico, noticias, instrucciones) donde el lenguaje es materia y la poesía indica también propiedades materiales. Romanje za Maruško (La peregrinación a Maruška) es su tercer tomo poético, en el que usa el inglés y el alemán junto al esloveno. Bela Itaka (Ítaca blanca) continúa la poética de asociaciones libres e inmensa imaginación del poeta. Una excepción podría ser la colección Zgodovina svetlobe je oranžna (La historia de la luz es naranja), en la que prevalece la temática existencial cuando el poeta se da cuenta de que su vida es efímera. Balada za Metko Krašovec (Balada para Metka Krašovec) y Mera časa (La medida del tiempo) tratan entre otros temas del erotismo.
Denis Poniž dice que el poeta se sirve continuamente de metáforas no causales, de datos enciclopédicos y de citas posmodernistas. Su trayectoria personal evoluciona desde las confrontaciones con los principales poetas eslovenos, como France Prešeren y Edvard Kocbek, hacia el intimismo artístico en las últimas colecciones. Según las palabras de Tea Štoka, la postura espiritual de Šalamun es la libertad interna, liberación de las normas del comportamiento. El precio de mencionada liberación son el hermetismo y un cierto elitismo en el mensaje poético.

## Obra poética
- 1966 Poker (Póquer)
- 1968 Namen pelerine (El propósito del chubasquero)
- 1971 Romanje za Maruško (La peregrinación para Maruška)
- 1972 Bela Itaka (Ítaca blanca)
- 1972 Amerika (América)
- 1973 Arena (La arena)
- 1974 Sokol (El halcón)
- 1975 Imre
- 1975 Druidi (Los druidas)
- 1975 Turbine (Las turbinas)
- 1976 Praznik (Día festivo)
- 1977 Zvezde (Estrellas)
- 1978 Metoda angela (El método del ángel)
- 1979 Po sledeh divjadi (Por las huellas de la caza)
- 1979 Zgodovina svetlobe je oranžna (La historia de la luz es naranja)
- 1980 Maske (Las disfraces)
- 1981 Balada za Metko Krašovec (Balada para Metka Krašovec)
- 1982 Analogija svetlobe (Analogía de la luz)
- 1983 Glas (La voz)
- 1984 Sonet o mleku (El soneto de la leche)
- 1985 Soy realidad
- 1986 Ljubljanska pomlad (La primavera de Liubliana)
- 1987 Mera časa (La medida del tiempo)
- 1988 Živa rana, živi sok (La herida viva, el zumo vivo)
- 1990 Otrok in jelen (El niño y el ciervo)
- 1993 Glagoli sonca (Los verbos del sol)
- 1995 Ambra (Ámbar)
- 1997 Črni labod (El cisne negro)
- 1997 Knjiga za mojega brata (El libro para mi hermano)
- 1999 Morje (El mar)
- 2000 Gozd in kelih (El bosque y el cáliz)
- 2002 Table (Los carteles)
- 2003 Od tam (Desde ahí)
- 2005 Kaj je kaj (Qué es qué)
- 2005 Sončni voz (El carro del sol)
- 2007 Sinji stolp (El torre azul celeste)
- 2010 Narobe svet je tudi svet (El mundo al revés también es un mundo)
- 2010 Letni čas (La estación)
- 2011 Opera buffa (La ópera buffa)

## Obra en prosa
- 1992 Markova hiša (La casa de Marko)
- 2010 Korporacija v 21 nadstropjih (La corporación en 21 pisos)